# Nicolas de Fontaines
 (octobre 2012).
Si vous disposez d'ouvrages ou d'articles de référence ou si vous connaissez des sites web de qualité traitant du thème abordé ici, merci de compléter l'article en donnant les références utiles à sa vérifiabilité et en les liant à la section « Notes et références ».

Nicolas de Fontaines, mort à Andernach le  17 mars 1272, est un prélat français du XIIIe siècle. Il est  fils de Gautier, seigneur de Fontaines, et d'une sœur de Godefroid, évêque de Cambrai. Chanoine, archidiacre de Valenciennes et de Cambrai et prévôt de Soignies, chancelier et conseiller de Richard, roi des Romains.
La mort de Gui de Laon ayant laissé l'épiscopat de Cambrai vacant, on fixe le jour pour l'élection de son successeur. Quelques chanoines donnent leurs suffrages à Nicolas de Fontaines. La plus nombreuse et la plus saine partie du chapitre s'oppose à son élection. Nicolas renonça alors à sa charge. Une seconde élection est organisée et, pour la seconde fois, Nicolas de Fontaines est choisi pour évêque. Les opposants  renouvellent leur acte d'appel au pape et ajoutent que l'ignorance de Nicolas le rend indigne de l'épiscopat. Dans l'intervalle, le légat Hugues de Saint-Cher confirme l'élection en présence de Juhel de Mathefelon, archevêque de Reims, et, lorsque l'affaire est soumise à Innocent IV, ce dernier ratifie son élection. Le pape lui confie le soin de terminer comme arbitre un différend  au sein du chapitre de Liège entre les chanoines qui se sont croisés et ceux qui n'ont point pris part à l'expédition. Les premiers demandent de toucher intégralement les revenus de leurs prébendes pendant le temps que les retient la croisade. Les autres contestent ce privilège.
Le pape Alexandre IV adresse à Nicolas de Fontaines un bref portant extension à l'église de Cambrai, de tous les privilèges accordés à l'église de France pour la défense de ses droits. En octobre 1258, Nicolas donne des lettres en faveur de l'abbaye de Bonne-Espérance. En  septembre 1263, il fait, avec l'assistance de Guillaume de Moustier, évêque de Laon, la translation du corps de saint Adalhard, abbé de Corbie, en présence du roi saint Louis et de Baudouin, empereur de Constantinople.
Nicolas de Fontaines a pour évêque suffragant auxiliaire le célèbre Thomas de Cantimpré, de l'ordre des chanoines réguliers, titré évêque de Lasichéme in partibus.